# Copa botswanesa de futbol
La Copa botswanesa de futbol (oficialment FA Challenge Cup) és la principal competició futbolística per eliminatòries de Botswana i segona en importància, després de la lliga. Fou creada l'any 1968. Anteriorment, s'anomenà Lions Cup (1980-1991).
Aquest nom es mantingué fins a 1992, quan fou canviat per Coca-Cola Cup, pel patrocini de l'empresa Coca-cola. Aquest patrocini expirà l'any 2012. La competició no es disputà durant sis temporades per la manca de patrocinador. El 2018 tornà amb el patrocini d'Orange, esdevenint Orange FA Cup o Orange Cup. Llista de patrocinadors:
- 1992–2012: Coca-Cola (Coca-Cola Cup)
- 2013–2018: sense patrocinador
- 2019: Orange (Orange FA Cup)

## Historial
Font:
| Temporada | Campió                    | Resultat      | Finalista                 |
| --------- | ------------------------- | ------------- | ------------------------- |
| 1968      | Gaborone United           |               |                           |
| 1969      | desconegut                | desconegut    | desconegut                |
| 1970      | Gaborone United           |               |                           |
| 1971-1977 | desconegut                | desconegut    | desconegut                |
| 1978      | Notwane FC                |               |                           |
| 1979      | Township Rollers          |               |                           |
| 1980-1982 | desconegut                | desconegut    | desconegut                |
| 1983      | Police FC                 | 3-2           | Mochudi Centre Chiefs     |
| 1984      | Gaborone United           |               |                           |
| 1985      | Gaborone United           |               |                           |
| 1986      | Nico United               |               |                           |
| 1987      | Nico United               |               |                           |
| 1988      | Extension Gunners         |               |                           |
| 1989      | Botswana Defence Force XI |               |                           |
| 1990      | Gaborone United           |               |                           |
| 1991      | TASC FC                   | 3-2           | Botswana Defence Force XI |
| 1991      | Mochudi Centre Chiefs     |               | LCS Gunners               |
| 1992      | Extension Gunners         | 2-1           | TAFIC                     |
| 1993      | Township Rollers          | 4-1           | Gaborone United           |
| 1994      | Township Rollers          | 2-0           | Extension Gunners         |
| 1995      | Notwane PG                | 2-0           | Mokgosi Young Fighters    |
| 1996      | Township Rollers          | 2-0           | Botswana Meat Commission  |
| 1997      | Notwane PG                | 2-0           | Mokgosi Young Fighters    |
| 1998      | Botswana Defence Force XI | 1-0           | Jwaneng Comets            |
| 1999      | Mogoditshane Fighters     | 3-0           | FC Satmos                 |
| 2000      | Mogoditshane Fighters     | 1-1           | Gaborone United (5-4 pen) |
| 2001      | TASC FC                   | 2-0           | Extension Gunners         |
| 2002      | TAFIC                     | 0-0           | TASC FC (6-5 pen)         |
| 2003      | Mogoditshane Fighters     | 1-0           | Township Rollers          |
| 2004      | Botswana Defence Force XI | 2-1           | Mogoditshane Fighters     |
| 2005      | Township Rollers          | 3-1 (prò.)    | Botswana Defence Force XI |
| 2006      | Notwane FC                | 2-1           | Botswana Defence Force XI |
| 2007      | Botswana Meat Commission  | 1-1 (6-5 p)   | ECCO City Green           |
| 2008      | Mochudi Centre Chiefs     | 5-2           | Uniao Flamengo Santos     |
| 2009      | Uniao Flamengo Santos     | 1-1 (4-2 p)   | Botswana Defence Force XI |
| 2010      | Township Rollers          | 3-1           | Mochudi Centre Chiefs     |
| 2011      | Extension Gunners         | 3-1           | Motlakase Power Dynamos   |
| 2012      | Gaborone United           | 0-0 (4-2 p)   | Mochudi Centre Chiefs     |
| 2013-2018 | no es disputà             | no es disputà | no es disputà             |
| 2019      | Orapa United              | 3-0           | Township Rollers          |
| 2020      | Gaborone United           | 3-0           | Masitaoka FC              |
| 2021      | desconegut                | desconegut    | desconegut                |
| 2022      | Gaborone United           | 2-1           | Security Systems          |
| 2023      | Gaborone United           | 1-0           | Orapa United              |
| 2024      | Jwaneng Galaxy            | 2-1           | Orapa United              |

1. ↑  Segons rsssf la copa de 1978 podria haver estat guanyada per Gaborone United.